# Decalobanthus
Decalobanthus é um género botânico pertencente à família Convolvulaceae.